# Jiří Stivín
Jiří Stivín (Prag, 23. studenog 1942. - ) je češki skladatelj, flautist i profesor.
Diplomirao je na filmskom fakultetu Akademije za primijenjene umjetnosti u Pragu (FAMU). Skladanje je studirao i diplomirao na Kraljevskoj glazbenoj akademiji u Londonu, kao i na Glazbenoj akademiji u Pragu (AMU).
Stivín izvodi glazbu srednjeg vijeka, renesanse i baroknog vremena. Kao solist je svirao i u Praškom simfonijskom orkestru, Slovačkom komornom orkestru, Barocco sempre giovane orkestru (komorni orkestar koji izvodi djela barokne glazbe) i u nekoliko manjih ansamblova. Na području jazz glazbe ističe se i kao izvođač i kao skladatelj. Redoviti je profesor na Praškom konzervatoriju.
U rodnoj Češkoj ostao je najpoznatiji po izvođenju jazz glazbe, a osim flaute svira i saksofon i tubu, a poznat je i po čestim improvizacijama.
Njegova kćer, Zuzana Stivínová, po zanimanju je glumica.

## Vanjske poveznice
- (engl.) Jiří Stivín na Internet Movie Database (filmska glazba)
- (engl.) Jiří Stivín na WorldCat